# گانبینو
گانبینو (به لهستانی:  Gąbino) یک روستا در لهستان است که در گمینا اوستکا واقع شده‌است. گانبینو  ۳۸۰ نفر جمعیت دارد.